# Cubilia
Cubilia es un género con tres especies de plantas de flores perteneciente a la familia Sapindaceae. 

## Especies seleccionadas
- Cubilia blancoi
- Cubilia cubili
- Cubilia rumphii